# Classe Riga
La classe Riga est le code OTAN pour une classe de frégates construites dans les années 1950 pour la Marine soviétique. Leur désignation soviétique était Projet 50. Certaines unités ont été vendues à des pays alliés (RDA, Chine, Bulgarie, Indonésie). Un total de 68 navires ont été construits. Le programme de construction a été arrêté par Nikita Khrouchtchev en 1956 du fait que les navires étaient désormais obsolètes ; le dernier sera commissionné en 1959. Elle est dérivée de la classe Kola (en), elle-même inspirée des torpilleurs allemands de classe Type 1939 de la Seconde Guerre mondiale.